# Ромодановское сельское поселение (Татарстан)
Ромодановское се́льское поселе́ние — муниципальное образование в Алексеевском районе Татарстана Российской Федерации.
Административный центр — село Ромодан.

## История
Статус и границы сельского поселения установлены Законом Республики Татарстан от 31 января 2005 года № 11-ЗРТ «Об установлении границ территорий и статусе муниципального образования "Алексеевский муниципальный район" и муниципальных образований в его составе».

## Население
| 2010 | 2011 | 2012 | 2013 | 2014 | 2015 | 2016 |
| ---- | ---- | ---- | ---- | ---- | ---- | ---- |
| 701  | ↘698 | ↘667 | ↗668 | ↘657 | ↘650 | ↘641 |
| 2017 | 2018 |      |      |      |      |      |
| ↘623 | ↘606 |      |      |      |      |      |

## Состав сельского поселения
| № | Населённый пункт | Тип населённого пункта       | Население |
| - | ---------------- | ---------------------------- | --------- |
| 1 | Масловка         | село                         |           |
| 2 | Ромодан          | село, административный центр |           |
| 3 | Савинский        | посёлок                      |           |